# Champaign
Cet article possède des paronymes, voir Champagne et Champaigne.

Champaign est une ville des États-Unis, située dans le comté de Champaign et l'État de l'Illinois,.
Contrairement à ce que pourrait laisser penser l'homonymie entre la ville et le comté, Champaign n'est pas siège du comté : celui-ci est en effet fixé dans la ville voisine d'Urbana.
Les deux villes, toutefois, constituent une aire métropolitaine commune : Champaign-Urbana.
Champaign possède un aéroport (Willard Airport, codes AITA : CMI).

localisation de Champaign dans le comté de Champaign en Illinois.

## Géographie
Champaign est située à 40° 6' 47" de latitude Nord et 88° 15' 40" de longitude Ouest (40° 06′ 47″ N, 88° 15′ 40″ O).

## Personnalités liées à la ville
- Annisteen Allen née à Champaign, chanteuse
- Bob Richards (1926-2023) né à Champaign, double champion olympique de saut à la perche
- David Ayer, né à Champaign, réalisateur, scénariste et producteur
- Ludacris, né à Champaign, rappeur
- Trent Meacham, né à Champaign, joueur de basket-ball
- Laura Eisenstein, morte à Champaign, physicienne
- Debbie Drechsler (1953-) née à Champaign, dessinatrice BD et illustratrice
- Rayvonte Rice, né à Champaign, joueur américain de basket-ball.

## Industrie
La ville abrite depuis 1983 le siège de la chaîne Jimmy John's spécialisée dans le commerce de sandwiches.

## Démographie
Selon les données du Bureau de recensement des États-Unis, Champaign était peuplée :
- de 63 502 habitants en 1990 (recensement),
- de 67 518 habitants en 2000 (recensement),
- de 73 685 habitants en 2006 (estimation),
- de 86 637 habitants en 2006 (estimation).

| 1860  | 1870  | 1880  | 1890  | 1900  | 1910   | 1920   | 1930   | 1940   |
| ----- | ----- | ----- | ----- | ----- | ------ | ------ | ------ | ------ |
| 1 727 | 4 625 | 5 103 | 5 839 | 9 098 | 12 421 | 15 873 | 20 348 | 23 302 |

| 1950   | 1960   | 1970   | 1980   | 1990   | 2000   | 2010   | - | - |
| ------ | ------ | ------ | ------ | ------ | ------ | ------ | - | - |
| 39 563 | 49 583 | 56 837 | 58 133 | 63 502 | 67 518 | 81 055 | - | - |